# Municipio de Jefferson (condado de Fayette, Iowa)
El municipio de Jefferson (en inglés: Jefferson Township) es un municipio ubicado en el condado de Fayette en el estado estadounidense de Iowa. En el año 2010 tenía una población de 6910 habitantes y una densidad poblacional de 73,19 personas por km².

## Geografía
El municipio de Jefferson se encuentra ubicado en las coordenadas 42°41′17″N 91°54′15″O / 42.68806, -91.90417. Según la Oficina del Censo de los Estados Unidos, el municipio tiene una superficie total de 94.41 km², de la cual 94.19 km² corresponden a tierra firme y (0.24%) 0.22 km² es agua.

## Demografía
Según el censo de 2010, había 6910 personas residiendo en el municipio de Jefferson. La densidad de población era de 73,19 hab./km². De los 6910 habitantes, el municipio de Jefferson estaba compuesto por el 96.31% blancos, el 0.88% eran afroamericanos, el 0.13% eran amerindios, el 0.54% eran asiáticos, el 0.07% eran isleños del Pacífico, el 0.55% eran de otras razas y el 1.52% pertenecían a dos o más razas. Del total de la población el 2.78% eran hispanos o latinos de cualquier raza.